# Festplattenverwaltungsprogramm
Als Programme zur Festplattenverwaltung werden in der EDV, im Speziellen auf Computern wie PCs, Dienstprogramme bezeichnet, die die erforderlichen Datenstrukturen auf Festplatten und anderen Datenspeichern erstellen, verändern, überprüfen, reparieren oder löschen können. Oft ist auch eine Funktion zum Sichern und Kopieren (Klonen) enthalten.
Auch die Bezeichnung Partitionierungsprogramme ist üblich, da eine der Hauptfunktionen das Erstellen, Verwalten und Löschen von Partitionen ist. Die englischen Bezeichnungen sind u. a. Partition Manager und Disk Manager.
Die meisten Betriebssysteme beinhalten zumindest ein Programm zum Verwalten von Partitionen, zum Erstellen eines Startmediums und zum Erstellen und Überprüfen unterstützter Dateisysteme.

## Funktionen
Unterschiedliche Computersysteme benötigen unterschiedliche Strukturen auf Datenspeichern, wie Festplatten oder Solid-State-Drives, um funktionieren zu können. Diese Strukturen ermöglichen erst ein Starten (englisch Booten) eines Computers, meist über einen speziellen Bootsektor oder über ein Bootloader, das in geeigneter Weise auf dem Boot-Medium vorgehalten werden muss. Festplatten waren jedoch von Beginn an fehleranfällig. Somit konnte es auch vorkommen, dass diese Strukturen beschädigt wurden, was ein Starten des Computersystems unmöglich machte. Meist war es jedoch möglich, diese Strukturen zu reparieren oder die noch intakten Daten zu sichern. Diese Programme werden daher als englisch Disk Manager bezeichnet – Disk für Festplatte und Manager für Verwaltungsprogramm.
Die Unterscheidung zu reinen Partitionierungsprogrammen liegt dabei vor allem bei den gebotenen Funktionen.
- Initialisieren eines Datenspeichers: Erstellen der erforderlichen Strukturen für ein Computersystem, etwa das Schreiben einer Partitionstabelle
- Erstellen, Modifizieren oder Löschen einer Partition
- Reparatur einer fehlerhaften Struktur eines Datenspeichers (etwa einer Partitionstabelle, eines Bootsektors oder eines Startprogramms)
- Verschieben, Vergrößern, Verkleinern von Partitionen
- Bearbeiten von Partitionsdaten, etwa Flags oder Partitionsnamen
- Erstellen von Dateisystemen auf Partitionen (oder dem gesamten Datenspeicher: „Super Disk“)
- Defragmentieren von Dateisystemen
- Sichern der Partitionierung (ohne Daten)
- Sichern aller oder einzelner Partitionen, inklusive den nötigen Strukturen für das Starten des Computers
- Klonen von Partitionen auf ein anderes Speichermedium, inklusive einer dadurch eventuell nötigen Modifikation der Daten(strukturen), um das Resultat startfähig zu machen
- Sicheres Löschen von Datenstrukturen, Partitionen oder dem unbenutzten Speicherbereich („Eraser“)

Während Partitionierungsprogramme meist nur die Partitionen selbst verwalten können und eventuell noch ein Dateisystem automatisch erstellen, bieten Festplattenverwaltungsprogramme darüber hinaus Funktionen wie Partitions- und Dateisystemreparatur und Datensicherung (wieder oft getrennt in Partitions- und Dateisystemsicherung). Auch ist oft (für unterstützte Dateisysteme) die Funktion eines Defragmentierungsprogrammes enthalten.

## Beispiele
Die meisten Betriebssysteme haben Partitionierungsprogramme oder Festplattenverwaltungsprogramme integriert.
- PC-kompatibles DOS wie MS-DOS und PC DOS stellt mit fdisk ein einfaches Programm zum Partitionieren bereit. Mit format und sys kann eine Partition startfähig gemacht werden.
- OS/2 beinhaltet ebenso fdisk.
- Windows (NT-Linie) beinhaltet mit dem Konsolenprogramm diskpart[2] und dem grafischen Dienstprogramm Datenträgerverwaltung (diskmgmt.msc)[3] jeweils ein Festplattenverwaltungsprogramm.
- macOS beinhaltet das Festplattendienstprogramm.
- GNU Parted und GParted sind entsprechende Programme für eine Vielzahl an Betriebssystemen und oft auf unixoiden Betriebssystemen mit GNU Userland in der Standardinstallation enthalten.

Kommerzielle Disk Manager gibt es vor allem für Windows. Diese können teilweise auch von einem Live-System gestartet werden:
- Acronis Disk Director
- EaseUS Partition Master; die Home Edition ist gratis nutzbar (Stand 2017)
- MiniTool Partition Wizard
- O&O PartitionManager
- Paragon Backup & Recovery, Partition Manager (auch als Free-Variante)
- PowerQuest (2003 von Symantec übernommen) Partition Magic und Drive Image (nicht mehr weiterentwickelt)
- Symantec Ghost (ehemals Norton Ghost)

Für macOS (ab 2001; vormals bezeichnet als „Mac OS X“ bis 2011 und „OS X“ bis 2016) und klassisches Mac OS (1984–2001):
- Alsoft DiskWarrior
- Micromat TechTool Pro
- Paragon Hard Disk Manager